# Gerald Near
Gerald Near (* 1942) ist ein US-amerikanischer Kirchenmusiker und Komponist.
Near war am American Conservatory of Music in Chicago Kompositionsschüler von Leo Sowerby. Er studierte an der University of Michigan in Ann Arbor bei Leslie Bassett (Komposition), Robert Glasgow (Orgel) und Elizabeth A. H. Green (Dirigieren) und setzte sein Kompositionsstudium an der University of Minnesota bei Dominick Argento fort.
Nach einer Tätigkeit als Chorleiter an der Calvary Church in Rochester/Minnesota war Near ab 1983 Musikdirektor und Organist an der St. Matthew’s Cathedral in Dallas/Texas und Composer in Residence an der Cathedral of St. John in Denver/Colorado. Schließlich wurde er Chordirektor und Kantor an der Holy Faith Episcopal Church in Santa Fe/New Mexico.
Near komponierte überwiegend Kirchenmusik, darunter Messen, Motetten und Choräle sowie Orgelwerke, daneben u. a. eine Suite in Classical Style für Orgel und Flöte und ein Triptych für Cembalo.